# Макове (Шосткинський район)
Ма́кове — село в Україні, у Шосткинській міській громаді Шосткинського району Сумської області. Населення становить 499 осіб. Колишній орган місцевого самоврядування — Маківська сільська рада. Відстань від районного центру — 10 км. Через село проходить Південно-західна залізниця зі станцією Макове.

## Географія
Село Макове розташоване на заході Шосткинського району. Знаходиться на лівому березі річки Шостка. На річці розміщений шлюз, який регулює течію води і утворює став. У Маківському ставу зареєстровано 8 видів риб, серед них щука, краснопірка, вівсянка, піскар, верховодка, гірчак, голець, щиповка. Вище за течією на відстані 5 км розташоване село Собичеве, нижче за течією на відстані 2,5 км розташоване село Гамаліївка.

## Походження назви
Існує легенда про те, що через село проходив старовинний шлях, який зв'язував стародавні міста Глухів і Новгород-Сіверський. І під час піших переходів солдати робили зупинки. Їх улюбленим місцем для відпочинку була велика галявина на березі річки. Солдати називали це місце Маківським ставом. Тут росло дуже багато маківок — лілей, які надавали місцевості надзвичайної мальовничості. За старовинними переказами перші мешканці назвали своє поселення Маківкою, пізніше ця назва була скорочена і село стало називатися Макове.

## Символіка
На гербі зображена стигла золота маківка що символізує назву села (герб є промовистим). Червоний колір символізує макові квіти і красу села. Макове довге стебло символізує залізницю. Дві щуки що вистрибують з води символізують Маківський став багатий на рибу.

## Історія
Поселення засноване Вороніжським сотником Савою Прокоповичем в другій половині XVIII ст. Згодом село перейшло до його сина — Василя, який передав дочці Анастасії лише половину села, оскільки другою заволодів Скоропадський.
У 1905—1907 рр. тут відбувалися селянські виступи проти поміщиків.

### Радянська доба
Радянська доба розпочалась у січні 1918 року.
У німецько-радянській війні на боці СРСР брали участь 232 жителя Макова, 43 з них отримали радянські ордени і медалі. Танкісту лейтенанту С. П. Бідненко, який відзначився в боях за Берлін і Прагу, присвоєно звання Героя Радянського Союзу. 111 людей загинули смертю хоробрих у боях. В період німецької окупації на території сільради діяли радянські підпільні антинацистські групи.
На території Макова була розташована виробнича ділянка №3 колгоспу «Іскра», за яким було закріплено 3531 га сільськогосподарських угідь, у тому числі 1885 га орної землі. Вирощували зернові та технічні культури. Також було розвинене вівчарство.

## Населення
Згідно з переписом УРСР 1989 року чисельність наявного населення села становила 506 осіб, з яких 202 чоловіки та 304 жінки.
За переписом населення України 2001 року в селі мешкало 498 осіб.

### Мова
Розподіл населення за рідною мовою за даними перепису 2001 року:
| Мова       | Кількість | Відсоток |
| ---------- | --------- | -------- |
| українська | 463       | 92.79%   |
| російська  | 36        | 7.21%    |
| Усього     | 499       | 100%     |

## Економіка
У галузі сільського господарства задіяні:
- ТОВ «Україно-Голландська агрокомпанія».

## Соціальна сфера
У селі діяла Маківська загальноосвітня школа І-ІІ ступенів. Директором школи з 2004 по 2016 р. була Ревенко Лідія Олексіївна. Починаючи з 01.09.2016 школа припинила свою роботу через низьку наповнюваність класів.

## Транспорт
Через село проходить автомобільна дорога Т 2502 (Р65). Поруч проходить залізниця, станція Макове за 1,5 км.

## Релігійне життя

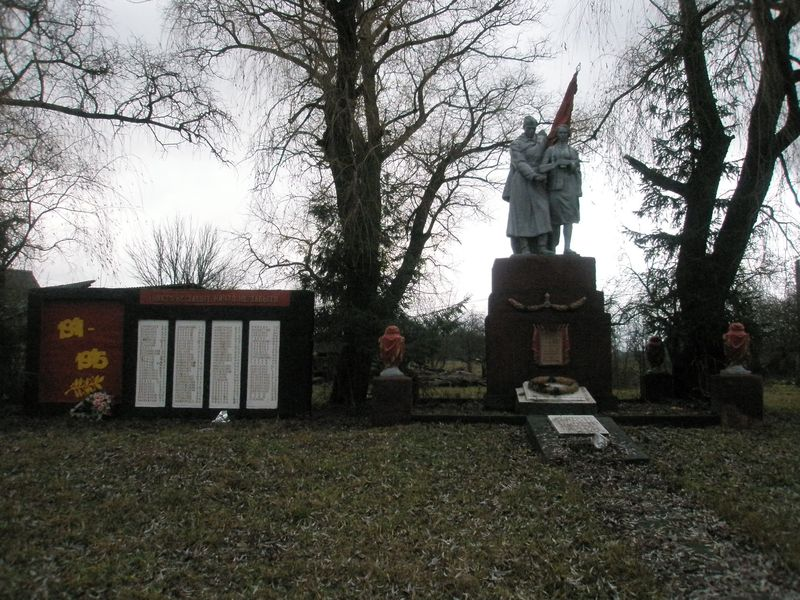
Пам'ятник воїнам-землякам.

Свято-Микільський храм.

## Пам'ятки
Могили:
- Братська могила радянських воїнів та пам'ятник воїнам-землякам (в центрі села);
- Могила радянському воїну (на кладовищі).

## Відомі люди
В селі народилися:
- Бідненко Степан Петрович — Герой Радянського Союзу.
- Фененко Микола Васильович (1908—1969) — дослідник-краєзнавець, літератор, публіцист, в'язень соловецьких і воркутинських таборів ГУЛАГу та гестапо.
- Фененко Михайло Якович (23 жовтня 1860—імовірно 1918) — генерал-майор Російської Імператорської армії, Георгіївський кавалер. Герой Першої світової війни́.